# 富鑫證券
富鑫證券（英語：Phu Hung Securities）是一家在越南挂牌上市的證券公司，于2006年成立。富鑫證券主要業務分為證券投資業務及企業金融業務兩大區塊。證券投資業務含括證券經紀、證券融資、證券集保、投資諮詢、股東證書管理。

## 历史
公司2016年在越南80家證券公司中排名第17、外資券商中排名第3。该公司為越南少數外資持股比重高的金融公司。